# Powell River
Powell River – miasto w Kanadzie, w prowincji Kolumbia Brytyjska, siedziba administracyjna dystryktu Powell River.
W mieście rozwinął się przemysł drzewny oraz celulozowo-papierniczy.